# Joseph Weizenbaum
Joseph Weizenbaum (8 de gener de 1923 - 5 de març de 2008) va ser un científic informàtic alemany-americà i professor al MIT. El premi Weizenbaum porta el seu nom.

## Vida i carrera
Nascut a Berlín, Alemanya, de pares jueus, va fugir de l'Alemanya nazi el gener de 1936 i va emigrar amb la seva família als Estats Units. Va començar a estudiar matemàtiques el 1941 a la Wayne State University, a Detroit, Michigan. El 1942, va interrompre els seus estudis per servir al Cos Aeri de l'Exèrcit dels Estats Units com a meteoròleg, després d'haver estat rebutjat per treballar en criptologia a causa del seu estatus d'" extraterrestre enemic ". Després de la guerra, el 1946, va tornar a Wayne State, obtenint la seva llicenciatura en matemàtiques el 1948, i la seva maestria el 1950.
Al voltant de 1952, com a assistent d'investigació a Wayne, Weizenbaum va treballar en ordinadors analògics i va ajudar a crear un ordinador digital. El 1956, va treballar per a General Electric a ERMA, un sistema informàtic que va introduir l'ús de les fonts codificades magnèticament impreses a la vora inferior dels xecs, permetent el processament automatitzat de xecs mitjançant el reconeixement de caràcters de tinta magnètica (MICR).
El 1964 va ocupar un lloc al MIT. A més de treballar al MIT, Weizenbaum va tenir cites acadèmiques a Harvard, Stanford, la Universitat de Bremen i altres universitats.

## Simulació de psicologia al MIT
El 1966, va publicar un programa relativament senzill anomenat ELIZA, que portava el nom de l' enginy del Pigmalió de George Bernard Shaw, que podia xatejar amb l'usuari. ELIZA va ser escrit en el llenguatge de programació SLIP de creació pròpia de Weizenbaum. El programa va aplicar regles de concordança de patrons a les declaracions per esbrinar les seves respostes. (Els programes com aquest ara s'anomenen chatbots. ) Impulsat per un guió anomenat DOCTOR, era capaç de involucrar humans en una conversa que s'assemblava sorprenentment a una amb un psicòleg empàtic. Weizenbaum va modelar el seu estil de conversa després de Carl Rogers, que va introduir l'ús de preguntes obertes per animar els pacients a comunicar-se de manera més eficaç amb els terapeutes. Es va sorprendre que el seu programa fos pres seriosament per molts usuaris, que hi obririen el cor. És famós, quan observava la seva secretària fent servir el programari -que era conscient que es tractava d'una simulació-, li va preguntar a Weizenbaum: "T'importaria sortir de l'habitació, si us plau?". Molts van aclamar el programa com un precursor de les màquines pensants, una interpretació equivocada que l'escriptura posterior de Weizenbaum intentaria corregir.

## Aprehensions sobre la Intel·ligència Artificial
Va començar a pensar filosòficament sobre les implicacions de la intel·ligència artificial i més tard es va convertir en un dels seus principals crítics. En una entrevista amb The Tech del MIT, Weizenbaum va elaborar les seves pors, ampliant-les més enllà del regne de la mera intel·ligència artificial, explicant que les seves pors per a la societat i el futur de la societat eren en gran part a causa de l'ordinador mateix. La seva creença era que l'ordinador, en el seu nivell més bàsic, és una força fonamentalment conservadora i que, tot i ser una innovació tecnològica, acabaria obstaculitzant el progrés social. Weizenbaum va utilitzar la seva experiència treballant amb Bank of America com a justificació del seu raonament, dient que l'ordinador va permetre als bancs fer front a un nombre cada cop més gran de xecs en joc que, d'altra manera, haurien forçat canvis dràstics a l'organització bancària, com ara la descentralització. Com a tal, tot i que l'ordinador va permetre que la indústria es fes més eficient, va impedir una reestructuració fonamental del sistema.
Tot i treballar tan estretament amb els ordinadors durant molts anys, Weizenbaum sovint es preocupava pels efectes negatius que tindrien en el món, especialment pel que fa a l'exèrcit, anomenant l'ordinador "un fill de l'exèrcit". Quan se li va preguntar sobre la creença que un professional de la informàtica la majoria de les vegades acabaria treballant amb la defensa, Weizenbaum va detallar la seva posició sobre la retòrica, concretament l'eufemisme, pel que fa al seu efecte en els punts de vista de la societat. Creia que els termes "exèrcit" i "defensa" no representaven amb precisió les organitzacions i les seves accions. Va deixar clar que no es considerava un pacifista, creient que certament hi ha moments en què les armes són necessàries, però en referir-se a la defensa com a assassinats i bombardejos, la humanitat en conjunt estaria menys inclinada a acceptar reaccions violentes tan ràpidament.

## Diferència entre decidir i escollir
El seu influent llibre de 1976 Computer Power and Human Reason mostra la seva ambivalència cap a la tecnologia informàtica i exposa el seu cas: la possibilitat de programar ordinadors per dur a terme una tasca o una altra que els humans també realitzen (és a dir, si la Intel·ligència Artificial és possible o no) és irrellevant per a la qüestió de si els ordinadors es poden posar a una tasca determinada. En canvi, Weizenbaum afirma que la definició de tasques i la selecció de criteris per a la seva realització és un acte creatiu que es basa en els valors humans, que no poden venir dels ordinadors. Weizenbaum fa la distinció crucial entre decidir i triar. Decidir és una activitat computacional, una cosa que finalment es pot programar. L'elecció, però, és el producte del judici, no del càlcul. En desplegar ordinadors per prendre decisions que els humans van prendre una vegada, l'agent que ho fa ha fet una tria basada en els seus valors que tindrà conseqüències particulars i no neutrals per als subjectes que experimentaran els resultats de les decisions informatitzades que l'agent ha instituït.

## Vida personal
Weizenbaum va tenir cinc fills: un fill del seu primer matrimoni i quatre filles del seu segon.
El 1996, Weizenbaum es va traslladar a Berlín i va viure als voltants del barri de la seva infància.
Weizenbaum va ser enterrat al cementiri jueu Weißensee de Berlín. El 18 de març de 2008 es va celebrar un servei commemoratiu a Berlín.

## Llegat
Un documental alemany sobre Weizenbaum, "Weizenbaum, Rebel at Work", va ser estrenat el 2007 i més tard doblat en anglès. El documental Plug&Pray sobre Weizenbaum i l'ètica de la intel·ligència artificial es va estrenar el 2010.
L' Institut alemany d'Internet interdisciplinari (Institut Weizenbaum per a la Societat en Xarxa) va rebre el nom de Joseph Weizenbaum.

## Obra
- "ELIZA — Un programa informàtic per a l'estudi de la comunicació en llenguatge natural entre l'home i la màquina," Communications of the Association for Computing Machinery 9 (1966): 36-45.[15]
- Islands in the Cyberstream: Seeking Havens of Reason in a Programed Society, Sacramento: Litwin Books, 2015ISBN 978-1-63400-000-0
- Pròleg a la renovació de l'organisme social de Rudolf Steiner, Anthroposophic Press, 1985ISBN 0-88010-126-1 (tela)ISBN 0-88010-125-3 (pbk. )